# مار کرمی شکل اوراسیا
 مار کرمی شکل اوراسیا(نام علمی: Typhlops vermicularis) نام یک گونه از تیره کورماران است.
این گونه مار به مار باغی یا مار کرمی شکل مشهور است و در ایران درمناطق باغات خشک معمولا زیر زمین هنگام بیل زدن باغبانان قابل رویت است و از حشرات تغذیه میکند جثه این حیوان ریز است و حتی قادر است به عقب حرکت کند بدن و پوست صاف و لغزنده دارد.
مشخصاتی شبیه به کرم خاکی دارد. معمولا صورتی شکل و براق است دم کوتاه و گرد نزدیک مقعد و دو چشم سیاه به همراه دهان و سر گرد از مشخصات کلی این نوع مار میباشد و معمولا بی خطر است 
طول این مار گاهی تا ۳۵ سانتیمتر میرسد تخم‌گذار است و جنس ماده چهار تا هشت تخم سفید رنگ میگذارد و روی تخم میماند.